# Yoake no machi de
Yoake no machi de (夜明けの街で?), noto anche con i titoli internazionali Before Sunrise e In the City of Dawn, è un film del 2011 diretto da Setsuro Wakamatsu e scritto da Izumi Kawasaki, tratto da un romanzo omonimo di Keigo Higashino.

## Trama
Kazuya Watanabe conosce per caso Akiba Nakanishi, e i due sviluppano un'amicizia che progressivamente si trasforma in amore. La situazione tuttavia cambia quando l'uomo scopre che Akiba era la principale sospettata di un caso di omicidio avvenuto quindici anni prima, che stava per finire in prescrizione. L'uomo cerca così di fare luce sugli eventi e capire se davvero la ragazza aveva ucciso l'amante del proprio padre.

## Distribuzione
In Giappone la pellicola ha goduto di una distribuzione a livello nazionale a cura della Kadokawa Pictures, a partire dall'8 ottobre 2011.